# Bock (herb szlachecki)
Bock I – śląski i inflancki herb szlachecki.

## Opis herbu
Opis z wykorzystaniem zasad blazonowania, zaproponowanych przez Alfreda Znamierowskiego:
W polu srebrnym na murawie wspięty jeleń czerwony. 
W klejnocie nad hełmem w zawoju czerwono-srebrnym pół takiegoż jelenia. 
Labry czerwone podbite srebrem. 
W Herbarzu śląskim Leonharda Dorsta w herbie brak murawy oraz zawoju na hełmie.

## Najwcześniejsze wzmianki
Nieznana geneza herbu. Wymieniają go herbarze Baltisches Wappenbuch i herbarz śląski Dorsta.

## Herbowni
Herb ten był herbem własnym, toteż do jego używania uprawniony jest tylko jeden ród herbownych:
Bock.